# Clarisse Amic
Pour les articles homonymes, voir Amic.
Clarisse Amic, née le 3 avril 1809 à Aix-en-Provence et morte le 18 décembre 1889 à Paris, est une peintre française.

## Biographie
Françoise Claire Amic est la fille de Claude Marie Toussaint Amic, négociant, et de Magdeleine Laurence Car.
Élève d'Hortense Haudebourt-Lescot, elle expose au Salon de 1831 à 1849.
Elle meurt célibataire à l'âge de 80 ans à son domicile de la rue Pelouze.

## Participation aux Salons parisiens
- Portraits, au Salon de 1831
- Portrait de Mme G., au Salon de 1833
- Portrait en pied de M. A., au Salon de 1833
- Portrait d'enfant en pied, au Salon de 1834
- Portrait de Mme C., au Salon de 1834
- Portrait de M. B…, au Salon de 1834
- Portrait de M. C. d'A., au Salon de 1835
- Scène de famille, au Salon de Valenciennes de 1835
- Portrait de Mme la comtesse de M., au Salon de 1836
- Portrait de femme, au Salon de 1838
- Portrait de M. C. de L., au Salon de 1838
- Portrait de Mme P., au Salon de 1839
- Portrait de Mlle Plessy, Salon de 1839, Paris, bibliothèque-musée de la Comédie-Française[3]
- Une Italienne, au Salon de 1840, étude
- Une odalisque, au Salon de 1840, étude
- Portrait de Mme ., au Salon de 1841
- Portrait de M. le docteur Blache, médecin de S. A. R. Mgr le comte de Paris, au Salon de 1846
- Portrait du jeune J. C., au Salon de 1848
- Portrait de Mlle M. G., au Salon de 1848
- Portrait d’enfant, au Salon de 1849

## Galerie d'images

Sélection d'œuvres de Clarisse Amic
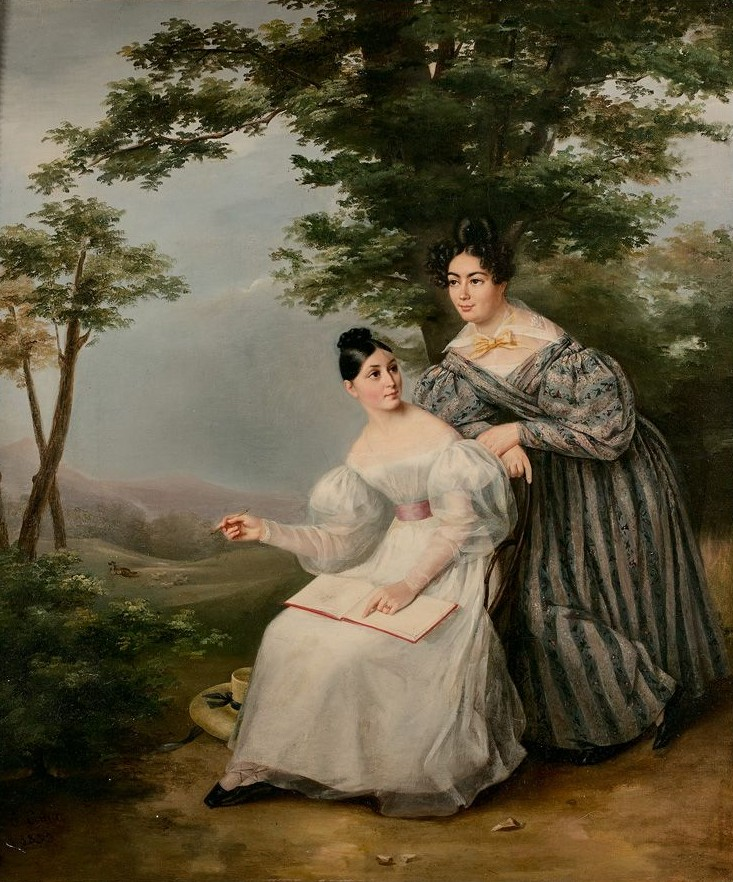
Deux jeunes femmes au Liber Amicorum, 1832
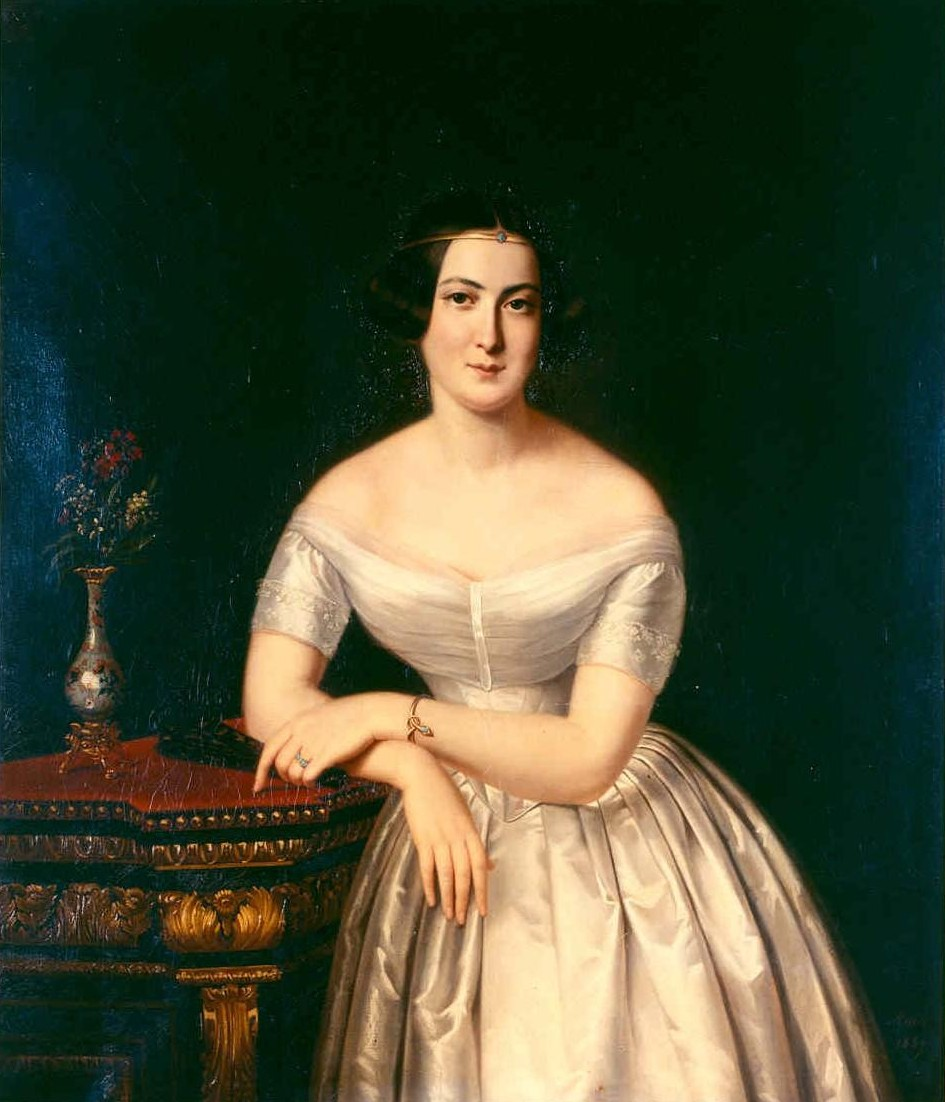
Portrait de Jeanne Arnould-Plessy, 1839 (Paris, bibliothèque-musée de la Comédie-Française)
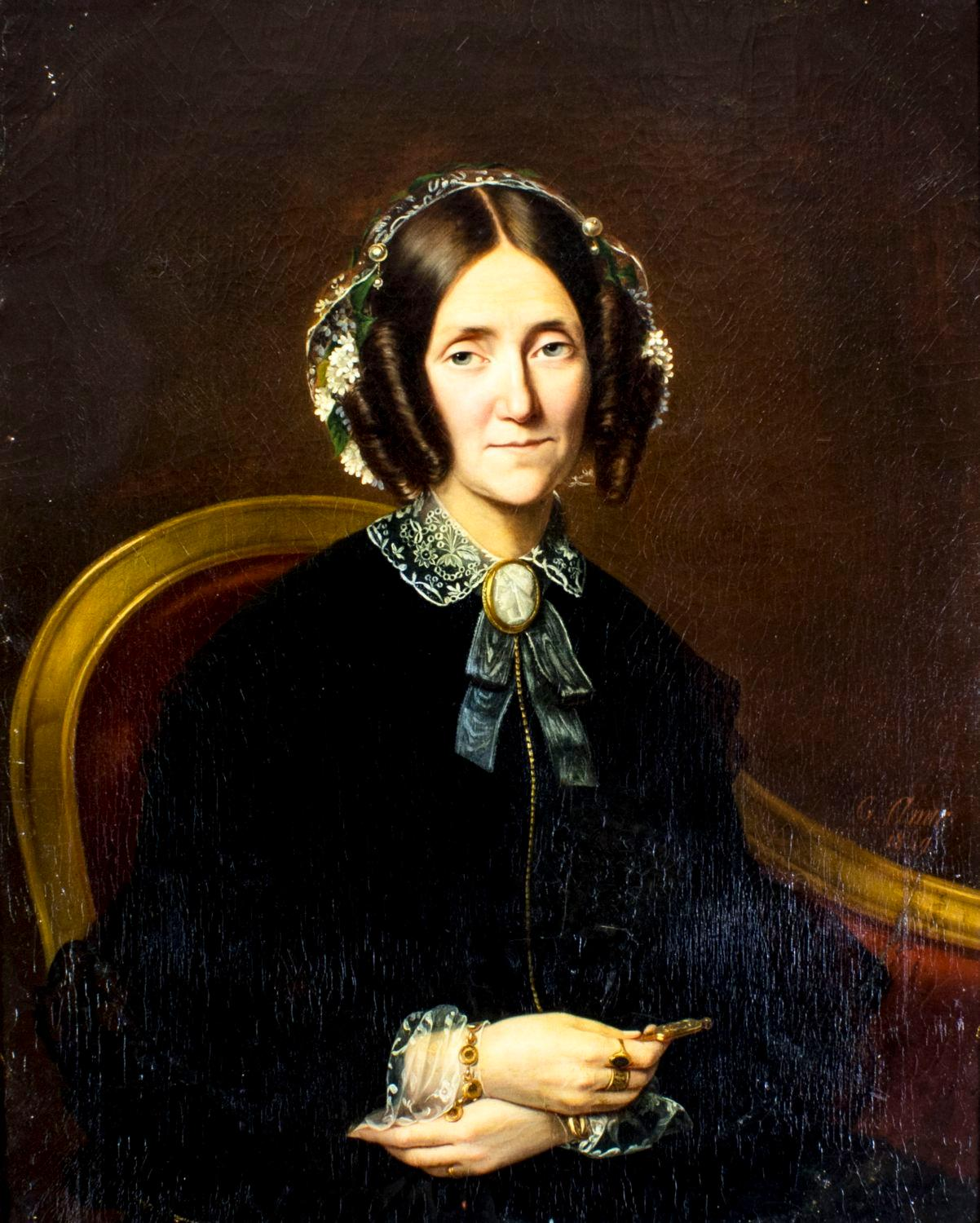
Portrait d'une femme âgée, 1849